# Scandalous!
Singles de Prince
The Arms of Orion
(1989) The Future
(1990)
Scandalous! est une ballade de Prince, publiée en single le 28 novembre 1989. La chanson est constituée d'une boîte à rythmes et de synthétiseurs,  avec un sample de l'orchestre de Clare Fischer. La musique est composée par Prince et son père John L. Nelson.
The Scandalous Sex Suite, sorti trois jours plus tard, transforme la chanson en une suite de trois parties, « The Crime » est une conversation séduisante entre Prince et Kim Basinger mélangeant les divers textes de la chanson.  « The Passion » présente la chanson principale avec de nouvelles paroles chantées sur les paroles originales. « The Rapture » comprend un long solo de guitare avant de finir sur la conversation de la première partie.
La Face-B, Sex, est un nombre funk minimaliste comportant essentiellement une boucle de boîte à rythmes, un crochet de synthétiseur répété et une basse. Les paroles de la chanson déclarent que le sexe sans risque est préférable, et que le sexe avec plusieurs partenaires peut mener à la mort. La chanson a été coécrite avec le bassiste Levi Seacer, Jr. Le format vinyle 7" du single contient une chanson de l'album Lovesexy: When 2 R In Love en tant que Face-B, la chanson a été aussi incluse sur The Scandalous Sex Suite.
Le titre Still Would Stand All Time a été remplacé par le morceau Scandalous! en tant que ballade principale de Batman et le thème d'amour. La chanson débarrassée a été publiée plus tard sur l'album Graffiti Bridge. Le compositeur Danny Elfman a adapté des parties de Scandalous! dans la bande originale du film, où elles ont servi pour un thème d'amour.
En tant que dernier single des années 1980 de Prince, Scandalous! a atteint la 5e position le 10 février 1990 au U.S Black Singles chart mais n'est pas parvenu au classement du Billboard Hot 100.
En raison de problèmes de licences avec la franchise Batman, Prince n'a pas été autorisé à inclure les chansons de cet album sur toutes les compilations. Même sur les Tee-shirt listant les albums de Prince, le titre a été remplacé par la chanson Scandalous.

## Composition du groupe
- Prince – chants, guitare, basse, claviers.
- Eric Leeds – saxophone (A1 à A3)
- Kim Basinger – dialogue (A1 à A3)

## Liste des titres
| A. | Scandalous! (edit)            | Prince, John L. Nelson | 4:03 |
| B. | When 2 R In Love (LP version) | Prince                 | 3:57 |

| A1. | The Scandalous Sex Suit: The Crime   | Prince, John L. Nelson   | 6:24 |
| A2. | The Scandalous Sex Suit: The Passion | Prince, John L. Nelson   | 6:17 |
| A3. | The Scandalous Sex Suit: The Rapture | Prince, John L. Nelson   | 6:39 |
| B1. | Sex (feat Levi Seacer Jr.)           | Prince, Levi Seacer, Jr. | 7:02 |
| B2. | When 2 R In Love                     | Prince                   | 4:02 |

## Classements
| Pays       | Classement / pays     | Meilleure position | Nombre de semaines | Réf   |
| ---------- | --------------------- | ------------------ | ------------------ | ----- |
| États-Unis | Hot R&B/Hip-Hop Songs | 5                  | 15                 | [ 1 ] |
| Autriche   | Ö3 Austria Top 40     | 17                 | 2                  | [ 2 ] |
| Pays-Bas   | MegaCharts            | 21                 | 10                 | [ 3 ] |

## Format

### Scandalous!
| Année | Pays       | Format            | Catalogue | Label                |
| ----- | ---------- | ----------------- | --------- | -------------------- |
| 1989  | Allemagne  | Vinyle 7"         | 922 824-7 | WEA Musik GmbH       |
| 1989  | États-Unis | Vinyle 7"         | 7-22824   | Warner Bros. Records |
| 1989  | Espagne    | Vinyle 7" (promo) | 1.213     | WEA Records, S.A.    |
| 1989  | États-Unis | CD (promo)        | 7-22824   | Warner Bros. Records |

### The Scandalous Sex Suite
| Année | Pays        | Format             | Catalogue | Label                |
| ----- | ----------- | ------------------ | --------- | -------------------- |
| 1989  | France      | Vinyle 12"         | 9 27491-1 | Warner Bros. Records |
| 1989  | Allemagne   | Vinyle 12"         | 921 422-0 | Warner Bros. Records |
| 1989  | États-Unis  | Vinyle 12"         | 0-21422   | Warner Bros. Records |
| 1989  | Royaume-Uni | Vinyle 12" (promo) | SAM 632   | Warner Bros. Records |
| 1989  | Europe      | CD (EP)            | 927 491-2 | Warner Bros. Records |
| 1989  | États-Unis  | CD (maxi)          | 9 21422-2 | Warner Bros. Records |
| 1990  | Japon       | CD (maxi)          | WPCP-3199 | Warner Music Japan   |